# 충무중학교
충무중학교(忠武中學校)는 대한민국 경상남도 통영시 인평동에 있는 공립 중학교이다.

## 학교 연혁
- 1982년 12월 16일 : 충무중학교 설립인가 (12학급)
- 1983년 3월 5일 : 개교 (4학급 257명)
- 2021년 9월 1일 : 제17대 추신영 교장 부임
- 2023년 1월 4일 : 제38회 졸업식(졸업생 176명, 누적생 12,550명)
- 2023년 3월 1일 : 18학급 편성(특수 2학급 포함)
- 2023년 3월 2일 : 제41회 입학식(입학생 146명)

## 참고 자료
- 충무중학교 - 한국교육학술정보원 학교알리미